# Космос (род)
Вижте пояснителната страница за други значения на Космос.
Космосът (Cosmos) е род цъфтящи растения от семейство сложноцветни (Asteraceae).

## Разпространение
Повечето от видовете са разпространени из храстите и ливадите на Мексико. В Съединените щати някои сортове могат да бъдат открити чак на север до Вашингтон, но ареалът се простира и през Централна Америка до Южна Америка, и на юг до Парагвай. Един от видовете, градинският космос (C. bipinnatus), е натурализиран в голяма част от източните части на САЩ и Канада.
Родът е широко разпространен и във високите източни равнини на Южна Африка, където е внесен чрез замърсена конска храна по време на втората англо-бурска война.

## Описание
Космосът е тревисто многогодишно или едногодишно растение, което достига на височина от 30 см до 2 метра. Цветът на цветовете е много различен при различните видове.

## Видове
Освен основните 40 вида, родът включва и няколко декоративни вида, както и множество хибриди и сортове.
- Cosmos atrosanguineus (Hook.) Voss
- Cosmos bipinnatus Cav.
- Cosmos carvifolius Benth.
- Cosmos caudatus Kunth
- Cosmos concolor Sherff
- Cosmos crithmifolius Kunth
- Cosmos dahlioides
- Cosmos deficiens (Sherff) Melchert
- Cosmos herzogii Sherff
- Cosmos intercedens Sherff
- Cosmos jaliscensis Sherff
- Cosmos juxtlahuacensis Panero & Villaseñor
- Cosmos landii Sherff
- Cosmos linearifolius (Sch.Bip.) Hemsl.
- Cosmos longipetiolatus Melchert
- Cosmos mattfeldii Sherff
- Cosmos mcvaughii Sherff
- Cosmos microcephalus Sherff
- Cosmos modestus Sherff
- Cosmos montanus Sherff
- Cosmos nelsonii B.L.Rob. & Fernald
- Cosmos nitidus Paray
- Cosmos ochroleucoflorus Melchert
- Cosmos pacificus Melchert
- Cosmos palmeri B.L.Rob.
- Cosmos parviflorus (Jacq.) Pers.
- Cosmos peucedanifolius Wedd.
- Cosmos pringlei B.L.Rob. & Fernald
- Cosmos purpurens Sherff
- Cosmos purpureus (DC.) Benth. & Hook.f. ex Hemsl.
- Cosmos scabiosoides Kunth
- Cosmos schaffneri Sherff
- Cosmos sessilis Sherff
- Cosmos sherffii Melchert
- Cosmos steenisiae Veldkamp
- Cosmos sulphureus Cav.